# (27833) 1994 PB4
A (27833) 1994 PB4 a Naprendszer kisbolygóövében található aszteroida. Eric Walter Elst fedezte fel 1994. augusztus 10-én.